# Districte d'Upper Sind Frontier
El districte d'Upper Sind Frontier (districte de la Frontera de l'Alt Sind o Sind Superior, o districte de la frontera d'Upper Sind) fou una divisió administrativa de l'Índia Britànica, a la província del Sind, amb capital a Jacobabad. Dins del Pakistan independent va agafar el nom de districte de Jacobabad.

## Història
La zona de frontera estava poblada principalment per les tribus dels mazaris, burdis o buledhis, khoses, jamalis, jatois, dombkis, jakranis, i bugtis; els mazaris vivien a la riba dreta de l'Indus en part dins els limits del Panjab i en part al Sind; els burdis de la riba occidental de l'Indus vivien al sud dels mazaris i estaven subjectes a Khairpur. El 1838 van entrar en contacte amb els britànics i el 1839 el mir de Khairpur, Rustam, els va cedir Bukkur; el 1843 van quedar subjectes a Mir Ali Murad a la deposició de Mir Rustam, i el van ajudar en la seva campanya a la muntanya contra Sir Charles Napier el 1844; el 1847 les depredacions dels burdis ajudats pels khoses, dombkis i jakranis van forçar la intervenció de la Sind Horse (Cavalleria del Sind) sota el major Jacob, que va desarmar a les tribus i va controlar els camins a les zones de bosc que els donaven cobertura; el país era conegut com a Burdika i el 1852 el territori, que inicialment havia estat entregat a Mir Ali Murad, fou annexionat pels britànics.
Els khoses eren una tribu depredadora que va estendre la seva activitat fins al Gujarat, però les principals tribus sempre en lluita eren els dombkis i jakranis que fins al 1845 residien al Kacchi oriental però després de la campanya de Sir Charles Napier el 1844-1845, foren derrotats i establerts a Janidero i rodalia i es va nomenar un comissionat pel seu control. Aquestes tribus es van aliar als bugtis i van fer diverses incursions de saqueig al Sind i territori veí i les tribus pacífiques van haver de fugir i els camps van quedar sense cultivar. El 1847 la Sind Horse fou enviada des de Hyderabad per pacificar el territori; el major Jacob fou posat al comandament de les operacions a la frontera; la seva campanya persistent contra les tribus va donar fruits; Jacobs va posar als jakranis a netejar el canal de Nur Wah i va establir a les tribus balutxis a la rodalia i els va poder atreure a aquesta vida pacifica.
El districte es va formar el 1852 amb centre a Jacobabad, recent fundada; tenia 390 pobles i la població era:
- 1872: 115.050
- 1881: 145.810
- 1891: 174.548
- 1901: 232.045

La població parlava el sindi (165.000 o 71%) seguit del balutxi i el seraiki. Les ètnies principals eren sindis, balutxis, seraikis i brahuis (9000). Els musulmans eren el 90% i els hindús el 9%.
Administrativament estava dividit en cinc talukes:
- Jacobabad
- Thul
- Kandhkot
- Kashmor o Kashmore
- Shahdadpur

Les tribus balutxis eren els burdis, khoses, dombkis, chandies, ligharis i rinds. Les tribus i castes sindis eren els sammas, sumres, chachars, mahars, panhars, jats i altres; entre els hindus la casta principal era la dels lohanes.